# Marion Jones Sports Complex
El Marion Jones Sports Complex es un estadio multiusos utilizado principalmente para el fútbol, ciclismo y Atletismo ubicado en ciudad de Belice en Belice.

## Historia
Fue inaugurado en 1960 como el Estadio Nacional de Belice originalmente para carreras de caballos, fútbol y ciclismo. El Cross Country Cycling Classic es uno de los eventos que se realiza en el estadio anualmente, siendo una competición de ciclismo de un día.
La selección nacional de fútbol utilizó el estadio en la clasificación de Concacaf para la Copa Mundial de Fútbol de 1998 en la derrota por 1-2 ante Panamá, y para 2001 el nombre del estadio cambío a su nombre actual por la atleta de origen beliceño Marion Jones.
En 2010 el estadio fue remodelado con una inversión de 2.5 millones de dólares de Belice que incluían mejoras en la pista atlética. el campo de fútbol y en el sistema de drenaje, siendo actualmente la mayor edificación existente en Belice.